# Myrmecaelurinae
Myrmecaelurinae is een onderfamilie van netvleugelige insecten die behoort tot de familie mierenleeuwen (Myrmeleontidae). 

## Taxonomie
Er zijn 14 geslachten die verdeeld zijn in geslachtsgroepen (tribus), onderstand een lijst van geslachten en geslachtengroepen.
Onderfamilie Myrmecaelurinae

- Tribus Isoleontini
  - Geslacht Isoleon
  - Geslacht Subgulina
  - Geslacht Maracanda
  - Geslacht Mongoleon
- Tribus Myrmecaelurini
  - Geslacht Aspoeckiana
  - Geslacht Holzezus
  - Geslacht Iranoleon
  - Geslacht Lopezus
  - Geslacht Myrmecaelurus
  - Geslacht Nohoveus
  - Geslacht Nophis
- Tribus Nesoleontini
  - Geslacht Cueta
  - Geslacht Nadus
  - Geslacht Nesoleon